# Sami Callihan
Samuel Johnston, meglio conosciuto con il ring name Sami Callihan (Bellefontaine, 1º settembre 1987), è un wrestler statunitense.
Noto per aver lottato ad Impact Wrestling, dove ha detenuto una volta l'Impact World Championship, tra il 2013 e il 2015 ha militato in WWE, esibendosi come Solomon Crowe.

## Carriera

### Circuito indipendente (2005–2013)
Poco dopo il suo debutto, Callihan entra nella Heartland Wrestling Association, facendo parte della stable "The Crew", insieme a Jon Moxley, Dick Rick e Pepper Parks. Combatte spesso contro wrestler del calibro di Chad Collyer e Nigel McGuinness. Il 28 settembre 2008, prova a conquistare l'HWA Heavyweight Championship, ma non riesce a vincere il Triple Treath valido per il titolo contro Drake Younger e Jake Crist. Inizia una faida contro quest'ultimo, venendo eliminato il 26 novembre proprio da Crist nel Thanksgiving Eve Eight Man Tag Team Elimination Match. Dopo aver perso la faida, lascia la HWA.
Torna nel 2011, partecipando alla prima Heartland Cup, arrivando in finale proprio contro Jake Crist, perdendo l'incontro.
Callihan inizia a lottare nella Insanity Pro Wrestling nel 2006 come Cannonball Sami, per poi usare il suo ring name Sami Callihan. A IPW Reign Of The Insane 6th Anniversary Show, Callihan entra nell'IPW 2007 Super Junior Heavyweight tournament sconfiggendo Dustin Rayz, xOMGx e Louis Linaris per qualificarsi. Tuttavia, perderà subito al primo turno contro Diehard. Nel 2008, inizia una faida con Roc dopo un doppio schienamento controverso in un Fatal 4-Way che includeva anche Ricochet e Zema Ion. Calligan e Roc combatteranno stranamente anche in coppia, venendo forzati, perdendo tutti i loro incontri. A Heatstroke, i due si affrontano con lo Junior Heavyweight Championship in palio, match che finisce oltre il tempo limite. Poi lottano un Pure Rules Match, che finisce in No Contest. Callihan vince poi il titolo, battendo Roc in un Ladder Match a IPW Reign Of The Insane 7th Anniversary. Poi, alla IPW Super Junior Heavyweight Tournament, Callihan difende il titolo contro Q Skillz e CJ Otis e Justin Andrews in un Triple Treath Match, prima di perdere il titolo nella finale contro Aaron Williams. Durante il 2009 e il 2010, fa qualche apparizione sporadica in qualche match, battendo anche Kyle O'Reilly, wrestler della PWG. Combatte per l'IPW Heavyweight Championship in un Fatal 4-Way contro Jake Crist, Zack Sabre Jr. e AR Fox, che vince il titolo. Il 18 giugno 2011, sconfigge Jake Crist e conquista il vacante IPW World Heavyweight Championship. Durante una discussione con Davey Richards, viene assalito da tutto il roster della ROH, ma verrà salvato da Tarek the Legend e dagli Irish Airborne. Il 7 novembre 2011, perde il titolo contro Jake Crist in un Triple Treath Match che includeva anche BJ Whitmer.
Fa il suo debutto in CZW a Summer School il 14 giugno 2008. Vince subito la Chris Ca$h Battle Royal, andando anche a sconfiggere LuFisto a Cage of the Death X. A the Decade of Destruction - 10th Anniversary show il 14 febbraio, Callihan sconfigge Jon Dahmer, in un match che non lo avrebbe nemmeno dovuto vedere protagonista. In realtà, Callihan aveva appena avuto una lite con la dirigenza CZW riguardo ad un possibile match titolato. Gli era stato detto che se avesse sconfitto Dahmer, lo avrebbe ottenuto. Così, Sami attacca E.M.O. prima del suo ingresso in scena e prende il suo posto, battendo Dahmer e guadagnandosi un match per il titolo. La stessa sera, Callihan si presenta al CZW Ironman Champion Brian Damage, dopo che quest'ultimo aveva sostenuto un match di coppia, in compagnia di un arbitro, che sancisce subito il match titolato e Callihan conquista il titolo, che viene rinominato dal campione "New Horror Championship". Il 13 giugno 2009, perde però il titolo contro Egotistico Fantastico. Sfida poi nell'aprile 2010 Jon Moxley per il CZW World Heavyweight Championship, che non riuscirà a vincere. Nell'aprile 2011, tuttavia, vince il torneo Best of the Best XI.

### WWE (2013–2015)
A fine maggio firma un contratto con la WWE e con il ring name Solomon Crowe si aggrega al roster di NXT, debuttando il 29 agosto in house show perdendo contro Xavier Woods. La gimmick da lui interpretata è quella di un hacker malvagio che con un tablet fa spegnere le luci sopra il ring, in modo tale da attaccare i nemici alle spalle, così fa con Kalisto il 6 dicembre. Combatte solo negli house show nella prima parte del 2014, fino all'infortunio alla tibia in un match di coppia contro gli Ascension che lo lascia fuori dalle scene per tre mesi.
Debutta finalmente nella puntata di NXT del 18 febbraio 2015, attaccando CJ Parker, che stava "occupando" NXT per protesta contro la mancata presenza ad NXT TakeOver: RIVAL. La settimana dopo interrompe l'entrata di Tye Dillinger e Jason Jordan affermando di avere una missione: diventare NXT Champion. Detto questo, riporta il segnale e lascia proseguire la puntata.
Il 24 novembre 2015 chiede e ottiene la risoluzione del suo contratto con la WWE.

## Personaggio

### Mosse finali
- 64 Lariat (Lariat)
- Cactus Special (Spike piledriver)

### Soprannomi
- "The Cannonball"
- "The Death Machine"
- "The New Horror"

## Titoli e riconoscimenti
- Absolute Intense Wrestling

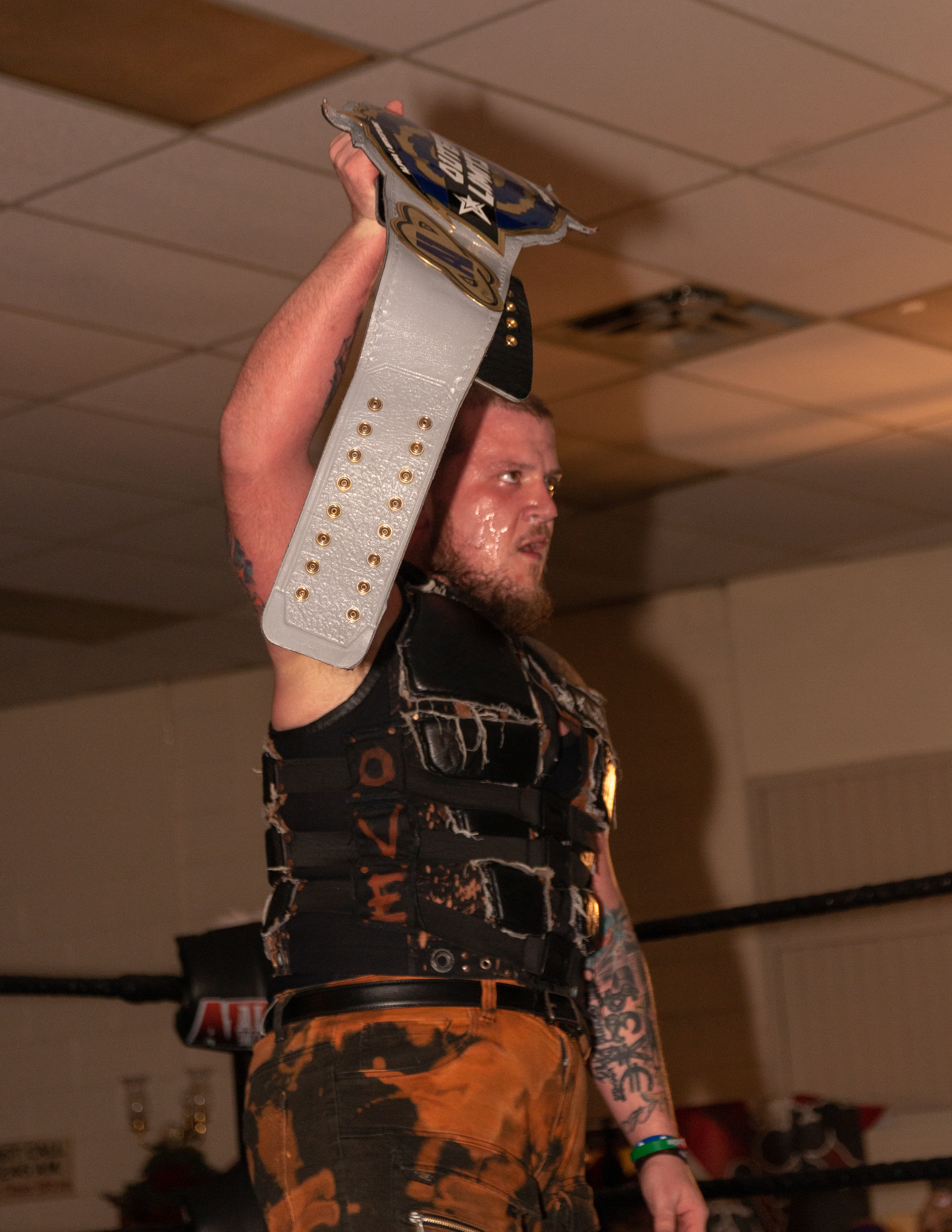
Sami Callihan con l'Alpha-1 Outer Limits Championship

  - AIW Tag Team Championship (1) – con Matt Riot
- All American Wrestling
  - AAW Heavyweight Championship (3)[1]
- Alpha-1 Wrestling
  - Alpha-1 Outer Limits Championship (1)
- Combat Zone Wrestling
  - CZW Iron Man Championship (1)[2]
  - CZW Ultraviolent Underground Championship (1)[3]
  - CZW World Junior Heavyweight Championship (2)
- Dramatic Dream Team
  - KO-D Openweight Championship (1)[4]
- House of Glory
  - HOG Crown Jewel Championship (1)
- Impact Wrestling
  - Impact World Championship (1)
- Insanity Pro Wrestling
  - IPW World Heavyweight Championship (1)[5]
  - IPW Junior Heavyweight Championship (1)[6]
- Fight Club Pro Wrestling
  - Fight Club PRO Championship (1)[7]
- Force One Pro Wrestling
  - F1 Heavyweight Championship (1)
- International Wrestling Cartel
  - IWC Super Indy Championship (1)[8]
- Jersey All Pro Wrestling
  - JAPW Tag Team Championship (1)[9] – con Chris Dickinson
- Lucha Underground
  - Lucha Underground Trios Championship (1)[10] – con Daga e Kobra Moon
- NWA Force One Pro-Wrestling
  - NWA Force 1 Heavyweight Championship (1)[11]
- Première Wrestling Xperience
  - PWX Heavyweight Championship (1)[12]
- Pro Wrestling 2.0
  - PW2.0 Heavyweight Championship (1)[13]
- Pro Wrestling Illustrated
  - 52° tra i 500 migliori wrestler singoli nella PWI 500 (2012)[14]
- Pro Wrestling Syndicate
  - PWS Heavyweight Champion (1)[15]
- Rockstar Pro-Wrestling
  - Rockstar Pro World Championship (2)
- Squared Circle Wrestling
  - 2CW Heavyweight Championship (1)[16]
- Westside Xtreme Wrestling
  - wXw World Tag Team Championship (1)[17] – con Jon Moxley
- WrestleCircus
  - WC Sideshow Championship (1)[18]